# Nathaniel Waena
Nathaniel Waena, född den 1 november 1945, är en salomonsk politiker. Han var Salomonöarnas generalguvernör från 7 juli 2004, då han efterträdde John Lapli, till 7 juli 2009, då han ersattes av Frank Kabui.
Waena har mottagit följande utmärkelser:
- Salomonöarnas kors (Salomonöarna)
- storkors av Sankt Mikaels och Sankt Georgsorden (Storbritannien)
- storkors av Brittiska Johanniterorden (Storbritannien)